# Ambrosio Romero Carranza
Ambrosio Romero Carranza (San Fernando, 1904 - Buenos Aires, 18 de enero de 1999) fue un abogado, profesor universitario, periodista, político, historiador, filósofo y magistrado y líder intelectual católico argentino. Uno de los fundadores del Partido Demócrata Cristiano. Miembro de Número de la Academia Nacional de Derecho y Ciencias Sociales de Buenos Aires  y de la  de Ciencias Morales y Políticas.

## Vida
Nació el 29 de febrero de 1904 en San Fernando, Provincia de Buenos Aires, hijo del tucumano Ambrosio Romero López y de la porteña Clara Carranza Velázquez . Se casó en 1933 con su prima Cristina Carranza Vélez, fueron padres de dos hijos, Ambrosio Pío Romero Carranza (1934-2016) y Fernando Romero Carranza (1936).

### Actividad judicial
Ingresó muy joven en el Poder Judicial, donde actuaría más de medio siglo. Graduado de abogado en 1930, en la Universidad de Buenos Aires (UBA), fue fiscal en San Juan. Luego fue Secretario de Juzgado en la Capital Federal hasta que con base en una cláusula accesoria de la Constitución de 1949 fue dejado cesante.
En 1955, producida la Revolución Libertadora, integró la Cámara Federal de Apelaciones en lo Penal, donde permaneció hasta su retiro, en 1974.
Entre otros casos famosos, intervino en el juzgamiento y condena de los asesinos del general Pedro Eugenio Aramburu.
En 1963 presidió la Junta Electoral de la Capital Federal. Fue, asimismo, conjuez de la Corte Suprema de Justicia de la Nación Argentina.

### Actividad docente
Romero Carranza fue adjunto de Faustino Legón en Derecho Político, en 1956 accedió a la titularidad de esa cátedra en la Universidad de Buenos Aires, por dictamen unánime de un jurado integrado por Alfredo Palacios, Luciano Molinas, Benjamín Villegas Basavilbaso y Enrique Martínez Paz. Desde 1971 fue profesor consulto de esa casa.
También dictó cátedra en la Universidad del Salvador.

### Actividad como académico
En 1967 se incorporó a la Academia Nacional de Derecho y Ciencias Sociales de Buenos Aires, siendo miembro de número en el sitial de Bartolomé Mitre, y en 1987 ingresó como miembro emérito en la de Academia Nacional de Ciencias Morales y Políticas.
Fue miembro de la Junta de Historia Eclesiástica Argentina. Y miembro de la Junta de Historia Eclesiástica Argentina.

### Actividad periodística
Romero Carranza colaboró en los diarios La Nación y La Prensa y las revistas Criterio, La Ley y Jurisprudencia Argentina. Asimismo, dirigió la revista Rumbo Social.

### Actividad política
Ambrosio Romero Carranza colaboró como abogado en el equipo que dirigió Manuel V. Ordóñez y que tuvo a su cargo la defensa del diario La Prensa en el juicio de su expropiación; en 1955, durante el gobierno de Juan Domingo Perón, fue encarcelado en la Cárcel de Devoto días después de la publicación de un reportaje que le efectuó el periódico uruguayo Acción.

#### Cofundador del PDC
En julio de 1954, durante el segundo gobierno de Perón, se realizó en la casa de Juan T. Lewis de Rosario, en la clandestinidad, la reunión inicial en donde confluyeron representantes de distintos grupos y corrientes que en años anteriores habían desarrollado expresiones de la democracia cristiana en diferentes puntos del país, y resolvieron encauzar sus esfuerzos en un partido nacional. Ambrosio Romero Carranza fue una de las figuras más salientes de los comienzos de Partido Demócrata Cristiano en la Argentina junto con Juan T. Lewis, Horacio Sueldo, Arturo Ponsati, Horacio Peña, Guido Di Tella, Rodolfo Martínez, Leopoldo Pérez Gaudio, Ignacio Vélez Funes, Manuel Vicente Ordóñez, Alieto Aldo Guadagni, Arturo Bas Figueroa, Antonio Cafferata, Manuel Río, el sindicalista Mario Pedro Seijo, Néstor Tomás Auza, Juan José Torres Bas y José Antonio Allende.
Romero Carranza integró la primera junta nacional del Partido Demócrata Cristiano.

## Obras escritas

### Libros de su autoría
- "Itinerario de monseñor de Andrea", 1957
- "Qué es la Democracia Cristiana", 1959
- "La juventud de Félix Frías", 1960
- "El derecho de resistencia a la opresión", 1967
- "Historia del Derecho Político", 1971
- "El triunfo del cristianismo", 1975 (traducido a varios idiomas)
- "Ozanam y sus contemporáneos", 1976
- "El Terrorismo en la Historia Universal y en la Argentina", 1980
- "Historia del Derecho Político", 1981
- "Enrique Shaw y sus circunstancias", 1984
- "Luz en la Tierra", 1997

### En colaboración y bajo su dirección
- "Gobernantes de Mayo", 1960
- "Ideas políticas de Mayo", 1963
- "Controversias políticas del ochenta", 1964
- "El Congreso de Tucumán", 1966

### En colaboración con Alberto Rodríguez Varela y Eduardo Ventura
- "Historia política de la Argentina" (3 tomos), 1971-1975
- "Manual de Historia política y constitucional argentina (1776-1989)", 1983
- "Rumbo Social", 1975-1987

### En colaboración con Juan Quesada
- "Vida y testimonio de Félix Frías", 1995